# Guido Pasolini dall'Onda
Guido Giuseppe Amedeo Pasolini dall'Onda, patrizio di Ravenna (Firenze, 6 aprile 1880 – Ravenna, 19 novembre 1963), è stato un nobile, imprenditore e politico italiano.

## Biografia
Nobile di antica stirpe romagnola nonché figlio di Pier Desiderio Pasolini (deputato di destra nella XV e XVI, senatore a vita dal 1889) e nipote di Giuseppe Pasolini (Ministro del Commercio, Belle Arti e Agricoltura nel primo governo con componente laica dello Stato Pontificio), Guido Pasolini nacque a Firenze nel 1880. 
Fu tenente di cavalleria durante la prima guerra mondiale col nipote Carlo Alberto (notizia da verificare: non risulta infatti che avesse alcun nipote in quanto l'unico fratello conosciuto, Pasolino, morì senza figli) e dal 1920 (alla morte di suo padre), iniziò ad occuparsi in prima persona delle grandi tenute agricole di famiglia per le quali dimostrò notevole capacità amministrativa e interessi agricolo-botanici. Membro della consulta araldica e della Società romana di storia patria nonché consigliere d'amministrazione della Cassa di Risparmio di Roma, si impegnò personalmente nella battaglia del grano promossa da Benito Mussolini al punto da ottenere una Stella d'oro al merito rurale. 
Senatore dal 1939, seppur mai direttamente impegnato in politica, si mantenne in carica anche dopo la caduta del fascismo, ma venne estromesso dall'ordinamento della Repubblica Italiana.
Morì a Ravenna nel 1963.

## Albero genealogico

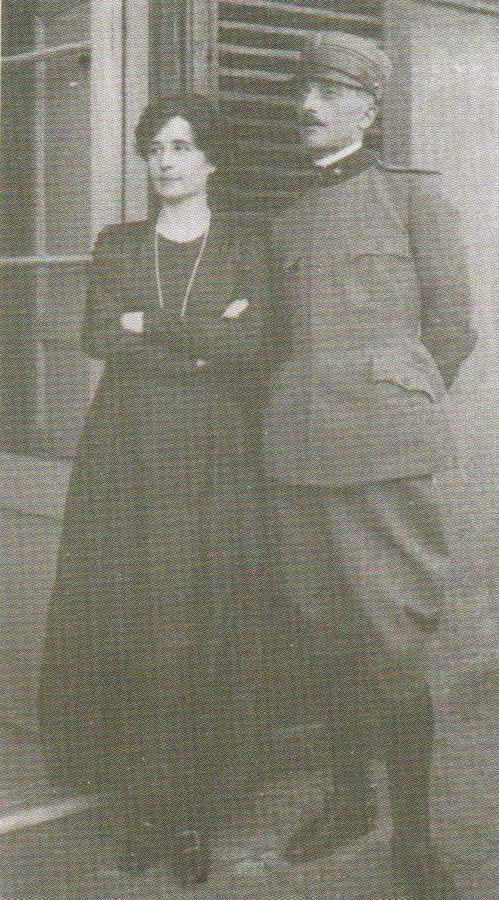
Guido Pasolini e la moglie Caterina Borghese alla fine della Prima guerra mondiale.

|                                                          |                |                                   | Genitori                                                            |  |  | Nonni |  |  | Bisnonni                                               |  |  | Trisnonni         |  |
|                                                          |                |                                   |                                                                     |  |  |       |  |  | Pietro Desiderio Pasolini dell'Onda, I conte dell'Onda |  |  | Giuseppe Pasolini |  |
|                                                          |                |                                   |                                                                     |  |  |       |  |  | Pietro Desiderio Pasolini dell'Onda, I conte dell'Onda |  |  | Giuseppe Pasolini |  |
|                                                          |                | Teresa dei conti Codronchi        |                                                                     |  |  |       |  |  | Pietro Desiderio Pasolini dell'Onda, I conte dell'Onda |  |  |                   |  |
| Giuseppe Pasolini dell'Onda, II conte dell'Onda          |                |                                   |                                                                     |  |  |       |  |  | Pietro Desiderio Pasolini dell'Onda, I conte dell'Onda |  |  |                   |  |
|                                                          |                | Amalia dei conti Santacroce       | Gio. Francesco Santacroce, conte                                    |  |  |       |  |  |                                                        |  |  |                   |  |
|                                                          |                | Amalia dei conti Santacroce       | Gio. Francesco Santacroce, conte                                    |  |  |       |  |  |                                                        |  |  |                   |  |
|                                                          |                | Amalia dei conti Santacroce       | Livia dei conti della Volpe                                         |  |  |       |  |  |                                                        |  |  |                   |  |
| Pietro Desiderio Pasolini dell'Onda, III conte dell'Onda |                | Amalia dei conti Santacroce       |                                                                     |  |  |       |  |  |                                                        |  |  |                   |  |
|                                                          |                | Paolo Luigi Bassi                 | Antonio Francesco Bassi                                             |  |  |       |  |  |                                                        |  |  |                   |  |
|                                                          |                | Paolo Luigi Bassi                 | Antonio Francesco Bassi                                             |  |  |       |  |  |                                                        |  |  |                   |  |
|                                                          |                | Paolo Luigi Bassi                 | Elisabetta Charle                                                   |  |  |       |  |  |                                                        |  |  |                   |  |
| Antonietta Bassi                                         |                | Paolo Luigi Bassi                 |                                                                     |  |  |       |  |  |                                                        |  |  |                   |  |
|                                                          |                | Elisabetta Cavazzi della Somaglia | Gian Luca Cavazzi della Somaglia, XII conte e barone della Somaglia |  |  |       |  |  |                                                        |  |  |                   |  |
|                                                          |                | Elisabetta Cavazzi della Somaglia | Gian Luca Cavazzi della Somaglia, XII conte e barone della Somaglia |  |  |       |  |  |                                                        |  |  |                   |  |
|                                                          |                | Elisabetta Cavazzi della Somaglia | Francesca Maddalena Mellerio                                        |  |  |       |  |  |                                                        |  |  |                   |  |
| Guido Pasolini dall'Onda                                 |                | Elisabetta Cavazzi della Somaglia |                                                                     |  |  |       |  |  |                                                        |  |  |                   |  |
|                                                          | Giuseppe Ponti | Andrea Ponti                      |                                                                     |  |  |       |  |  |                                                        |  |  |                   |  |
|                                                          | Giuseppe Ponti | Andrea Ponti                      |                                                                     |  |  |       |  |  |                                                        |  |  |                   |  |
|                                                          | Giuseppe Ponti | Francesca Puricelli               |                                                                     |  |  |       |  |  |                                                        |  |  |                   |  |
| Andrea Ponti                                             | Giuseppe Ponti |                                   |                                                                     |  |  |       |  |  |                                                        |  |  |                   |  |
|                                                          |                | Maria Antonia Longhi              | …                                                                   |  |  |       |  |  |                                                        |  |  |                   |  |
|                                                          |                | Maria Antonia Longhi              | …                                                                   |  |  |       |  |  |                                                        |  |  |                   |  |
|                                                          |                | Maria Antonia Longhi              | …                                                                   |  |  |       |  |  |                                                        |  |  |                   |  |
| Maria Ponti                                              |                | Maria Antonia Longhi              |                                                                     |  |  |       |  |  |                                                        |  |  |                   |  |
|                                                          |                | Giovanni Pigna                    | …                                                                   |  |  |       |  |  |                                                        |  |  |                   |  |
|                                                          |                | Giovanni Pigna                    | …                                                                   |  |  |       |  |  |                                                        |  |  |                   |  |
|                                                          |                | Giovanni Pigna                    | …                                                                   |  |  |       |  |  |                                                        |  |  |                   |  |
| Virginia Pigna                                           |                | Giovanni Pigna                    |                                                                     |  |  |       |  |  |                                                        |  |  |                   |  |
|                                                          |                | Elisabetta Turati                 | Antonio Turati                                                      |  |  |       |  |  |                                                        |  |  |                   |  |
|                                                          |                | Elisabetta Turati                 | Antonio Turati                                                      |  |  |       |  |  |                                                        |  |  |                   |  |
|                                                          |                | Elisabetta Turati                 | Anna Maria Crespi                                                   |  |  |       |  |  |                                                        |  |  |                   |  |
|                                                          |                | Elisabetta Turati                 |                                                                     |  |  |       |  |  |                                                        |  |  |                   |  |